# Daesoon Jinrihoe
Daesoon Jinrihoe, noto anche come Daesun Jinrihoe (대순진리회), che nelle proprie pubblicazioni in lingua inglese ha adoperato la traslitterazione Daesoonjinrihoe fino al 2017, è un nuovo movimento religioso coreano, fondato nell’aprile 1969 da Park Han-gyeong, noto ai propri seguaci come Park Wudang (박한경) (1917-1996, o 1917-1995 secondo il calendario lunare usato dal movimento). Il "pensiero di Daesoon" viene descritto come un sistema globale di verità che rappresenta il Grande Dao della "risoluzione delle ragioni di risentimento e [della] gratitudine vicendevole in uno spirito di reciproca benevolenza".

## Storia
Daesoon Jinrihoe è il più grande dei più di cento movimenti religiosi coreani che formano il gruppo di nuove religioni noto come jeungsanismo, originatosi dalle attività di Kang Jeungsan (Gang Il-Sun, 1871-1909), che i suoi seguaci credono essere il Dio Supremo incarnato. Dopo la morte di Kang nel 1909, ognuno dei suoi discepoli principali, e alcuni dei suoi familiari, hanno proseguito la sua opera fondando diverse nuove religioni, che a propria volta si sono poi frantumate e frammentate in gruppi rivali di cui il più attivo fuori dalla Corea è oggi Jeung San Do, fondato nel 1974. Jeung San Do è più conosciuto a livello internazionale, ma in Corea conta meno seguaci, laddove è proprio in Corea che Daesoon Jinrihoe ha concentrato le proprie attività.
Paradossalmente, però, il ramo che conta più membri non deriva direttamente da un discepolo di Kang. Jo Cheol-Je, noto ai discepoli come Jo Jeongsan (1895-1958), non ha infatti mai incontrato Kang di persona, ma ha sostenuto di averne ricevuto una rivelazione nel 1917. La sorella (Seondol, 1881 ca.-1942), la madre (Kwon, 1850-1926) e la figlia (Sun-Im, 1904-1959) del defunto Kang lo hanno riconosciuto come il successore misterioso che Kang aveva annunciato nelle proprie profezie, benché la figlia abbia in seguito fondato un proprio ramo separato assieme al marito Kim Byeong-cheol (1905-1970). I seguaci di Jo Jeongsan sostengono che, nel 1909, Kang abbia visto transitare un treno con a bordo il loro giovane futuro leader e abbia affermato: “A 15 anni un uomo può fare qualsiasi cosa se è in grado di portare con sé la targhetta con il suo nome (hoape)”. Successivamente, i discepoli di Jo Jeongsan hanno affermato che con queste parole Kang avesse investito lo stesso Jo Jeongsan della successione.
Jo riunì dunque un numero considerevole di seguaci e dette vita a progetti di bonifica del terreno sulle isole Anmyeondo e Wonsando, mirati a migliorare le condizioni di vita dei propri discepoli. Nel 1925 registrò a norma di legge il proprio ordine religioso, Mugeukdo, a Jeongeup. La Corea era però sotto l’occupazione giapponese e, data l’ostilità del Giappone verso le nuove religioni, egli decise di sciogliere il movimento nel 1941. Una volta che il Giappone ebbe abbandonato la Corea dopo la Seconda guerra mondiale, nel 1948 Jo poté ricostituire il proprio ordine religioso, cambiandone il nome in Taegeukdo nel 1950. La nuova sede venne stabilita a Pusan, inizialmente in centro. Successivamente, a causa delle nuove norme urbanistiche introdotte a Pusan, la sede fu spostata nella periferia, in una zona poi chiamata Villaggio Taegeukdo.
Jo è morto il 6 marzo 1958. Dapprima quasi tutti i seguaci accettarono di riconoscerne il successore in Park Han-Gyeong, poi noto come Park Wudang (1917-1996, o 1917-1995 secondo il calendario lunare usato dal movimento), un insegnante di scuola che aveva aderito al gruppo dopo la Seconda guerra mondiale, dopo essere stato costretto ad arruolarsi nell’esercito giapponese, e Taegeukdo continuò dunque come movimento unitario sotto la sua guida per dieci anni, dal 1958 al 1969. Nel 1968, però, uno dei figli di Jo Jeongsan, Jo Yongnae (1934-2004), si mise alla testa di una fazione critica verso Park, culminata in una frattura. I seguaci di Jo Yongnae conservarono il nome Taegeukdo mantenendo la sede del movimento nel villaggio omonimo, mentre nel 1969 Park registrò ufficialmente un nuovo ordine religioso con il nome di Daesoon Jinrihoe e ne stabilì la sede nel tempio di Junggok nel quartiere Junggok-dong di Seoul. Oltre alla fazione Taegeukdo guidata da Jo Yongnae e ai seguaci di Park confluiti poi in Daesoon Jinrihoe, è doveroso menzionare un terzo gruppo che include i membri di Taegeukdo che cercarono di propiziare la riconciliazione tra le due fazioni, auspicando il ritorno di Park al Villaggio Taegeukdo. Nell’agosto 1939, gli afferenti a questo terzo gruppo formarono un’associazione chiamata “Taegeukdo-jeongsin-hoe" (Associazione Spirituale Taegeukdo), nome poi mutato in “Taegeuk Jinrihoe” nel marzo 1971. Nel 1972 (o attorno a quella data), Taegeuk Jinrihoe fu sciolta dai suoi stessi membri, che decisero di unirsi a Daesoon Jinrihoe.
Sotto la guida di Park, Daesoon Jinrihoe ha conosciuto successi notevoli. Stando ad alcune stime è diventata la nuova religione più grande di tutta la Corea. Nel 1986 ha inaugurato un nuovo grande tempio a Yeoju, seguito nel 1991 dall’Università Daejin e poi da altri templi. Nel 1993 la sede del movimento è stata spostata proprio nel tempio di Yeoju.

## Scismi
Park è morto nel 1996 (nel 1995, secondo il calendario lunare ) senza nominare un successore. Molti dei suoi seguaci credevano che avrebbero raggiunto lo stato del “dotong”, ovvero la perfetta unificazione con il Tao, durante l’esistenza terrena di Park. Si opposero dunque energicamente all’idea di nominare un successore del leader scomparso e ne nacquero così dei contenziosi. Ciononostante, la ragione principale delle dispute, le cui motivazioni in parte precedettero la morte di Park Wudang, così che alcune divisioni si erano già manifestate durante gli ultimi anni della sua vita, fu una controversia relativa alla divinizzazione del leader (vale a dire se egli dovesse ora essere adorato come un dio oppure identificato con il Buddha Maitreya) assieme a quelle di Kang Jeungsan e di Jo Jeongsan, che erano già stati riconosciuti come divinità incarnate. Coloro che erano favorevoli alla divinizzazione di Park erano guidati da Yi Yu-jong (1936-2010), responsabile del complesso in cui sorge il tempio-sede di Yeoju, accusato dai suoi oppositori anche di illeciti amministrativi. Il 16 luglio 1999, alcuni capi della fazione ostile a Yi (le stime variano da 150 a 1500 o 2000 persone) si radunarono presso la sede di Yeoju per chiederne le dimissioni. Scoppiarono dei tafferugli e la polizia intervenne, scortando Yi fuori dal tempio. Le forze dell’ordine dovettero poi intervenire ancora nel gennaio 2000, quando i seguaci di Yi tentarono senza successo di riprendere il controllo della sede di Yeoju. La fazione di Yi riuscì però ad assumere il controllo del tempio di Daesoon Jinrihoe situato nel quartiere Junggok di Seul, dove Yi si proclamò successore di Park, mentre il gruppo maggioritario, insistendo nel sostenere che Park non avesse nominato alcun successore, si organizzò dando al movimento una guida collegiale.
Toccò poi anche al gruppo di Yi subire scismi e Daesoon Jinrihoe si divise in almeno cinque fazioni: una, che ne comprendeva gran parte dei seguaci, si opponeva alla divinizzazione di Park e rimase nella sede di Yeoju, mentre i quattro gruppi principali favorevoli a considerare Park o un dio o il Budda Maitreya presero sede rispettivamente nel tempio del quartiere Junggok di Seoul, a Pocheon, a Pohang e nella contea di Goesan. Il ramo insediatosi a Goesan è oggi noto come Daejin Sungjuhoe. Nel 2013 si è svolto a Yeoju un concilio per “stabilizzare” la gestione dell’ordine a cui hanno partecipato i rami del movimento che hanno sede a Yeoju, nel tempio del quartiere Junggok di Seoul e a Pocheon. Pur non avendo raggiunto un accordo dottrinale, i tre movimenti hanno deciso la gestione comune dell’Università Daejin e dell’ospedale Jesaeng, uno degli elementi principali della rete sanitaria di Daesoon Jinrihoe.
I problemi interni non hanno peraltro fermato l’espansione del movimento. Nel 1997, una statua gigantesca del Buddha Maitreya è stata posizionata nel tempio Toseong sul Monte Geumgangsan (o Kumgang o Kumgangsan), completato nel 1996, dove anche Park Wudang è stato sepolto. E anche le reti educative e sanitarie dell’organizzazione si sono ampliate. Nelle decorazioni dei templi e nella pittura sacra, il movimento ha inoltre sviluppato un approccio caratteristico alle arti visive che unisce temi tradizionali del buddismo coreano e arte popolare.

## Credenze
La dottrina di Daesoon Jinrihoe si basa su una storia sacra. Mentre il mondo versava in una situazione miserevole, il sacerdote e missionario cattolico Matteo Ricci cercò di risolvere i problemi diffondendo il cristianesimo ed edificando un paradiso terrestre in Cina. Lo stato di corruzione in cui si trovava il confucianesimo fece fallire il progetto, ma la missione di padre Ricci aprì le porte che permisero agli Spiriti Divini dell’Oriente di raggiungere l’Occidente, un evento che favorì il progresso scientifico e tecnologico delle nazioni occidentali. Sia l’Oriente sia l’Occidente soccombettero però poi al materialismo, all’avidità e alle guerre.
Di conseguenza, gli spiriti divini chiesero a Sangje, il Dio Supremo, un intervento diretto. Sangje intraprese allora il “Grande Cammino” con cui riordinò i tre regni del Cielo, della Terra e degli Esseri Umani. Scese in Occidente e da qui si spostò in Oriente giungendo in Corea, dove soggiornò trent’anni all’interno della gigantesca statua del Buddha Maitreya che si trova nella Sala Maitreya del tempio Geumsansa. Durante questo tempo, rivelò i propri insegnamenti e progetti divini per un ordine celeste a Choe Je-u (1824-1864), il fondatore del Donghak. La missione di Choe, proprio come quella di padre Ricci secoli prima, fallì per la resistenza opposta dal sistema confuciano. Allora Sangje revocò il proprio mandato celeste a Choe (che fu giustiziato nel 1864) e nel 1871 s’incarnò in Kang Jeungsan.
I seguaci di Daesoon Jinrihoe credono dunque che Kang Jeungsan sia Sangje, ovvero il Dio Supremo, in forma umana. Sangje discese sulla Terra e assunse forma umana alla fine del secolo XIX per rinnovare l’umanità e costruire un Paradiso Terrestre mediante le proprie Chenji-gongsa (Opere di riordino dell’Universo). Per raggiungere questo scopo, era però necessaria un’organizzazione religiosa e Daesoon Jinrihoe ritiene che essa sia stata creata con il passaggio del testimone dell’ortodossia dottrinale prima a Jo Jeongsan e poi a Park Wudang.
Daesoon Jinrihoe articola la propria dottrina in quattro princìpi: “la concordanza virtuosa dello yin e dello yang”, “l’unione armoniosa fra gli esseri divini e gli esseri umani”, “la risoluzione delle ragioni di risentimento in uno spirito di reciproca benevolenza" e “la perfetta Unificazione con il Dao”. In essi afferma che sono contenuti tutti gli insegnamenti di Sangje. Alcuni studiosi ritengono che il terzo principio, “la risoluzione delle ragioni di risentimento in uno spirito di reciproca benevolenza" (Haewon sangsaeng, 解冤相生) sia l’insegnamento più peculiare di Daesoon Jinrihoe. Quel principio indica che, sebbene la strada per la risoluzione dei problemi generati dal risentimento sia stata aperta da Kang Jeungsan, gli uomini debbano fare la propria parte “coltivando” se stessi, diffondendo la verità ed evitando di generare ulteriore risentimento. L’itinerario della “coltivazione” è illustrato nei templi di Daesoon Jinrihoe attraverso i Simudo, ossia i dipinti della “ricerca del bue”, dove il viaggio spirituale viene descritto con la metafora della ricerca di un bue bianco.
In alcune parti, gli insegnamenti di Daesoon Jinrihoe sono simili al confucianesimo, compresa l’enfasi sulla sincerità, sul rispetto e sulla fiducia, ma ne differiscono quanto ai concetti tipicamente confuciani di patriarcato e di gerarchia sociale, che non sono ripresi dal movimento coreano. Patrimonio di Daesoon Jinrihoe sono in effetti una terminologia e delle idee derivate da tutte le tradizioni religiose coreane. Lo studioso statunitense Don Baker definisce il movimento la "religione coreana per antonomasia”, sostenendo che sia "ben più della somma delle sue componenti": non è buddista, non è confuciano, non è taoista, non s’ispira al ceondoismo e non è sciamanico, ma è tutte queste cose assieme e ancora di più. Come detto, le diramazioni di questa religione che divinizzano Park Wudang credono in una Trinità (una credenza simile a quella di un’altra religione coreana, il Taejonggyo), composta da Kang Jeungsan, da Jo Jeongsan e dallo stesso Park Wudang.
I fedeli di Daesoon Jinrihoe credono che vi sarà una "Grande Trasformazione" dopo la quale gli uomini vivranno in un mondo senza povertà, malattie e guerre, e in cui gli esseri divini e gli esseri umani esisteranno in uno stato di unificazione. Recitano un mantra, chiamato T'aeulju, che credono abbia il potere di accelerare l’unificazione con il Dao. Il movimento ha vietato di predire una data specifica per il Gaebyeok (letteralmente "Alba della nuova era"), ovvero l’ingresso nel paradiso terrestre. Ciononostante, alcuni adepti si sono cimentati con predizioni di date ancora negli anni 1980 e 1990, in particolare nel 1984 e, secondo Jorgensen, in relazione ai Giochi della XXIV Olimpiade svoltisi nel 1988 a Seoul.

## Attività
Daesoon Jinrihoe crede che al principio dell'Haewon sangsaeng debba essere data realizzazione pratica attraverso tre attività sociali principali: l’aiuto caritativo, la promozione sociale e l’educazione. In Corea il movimento è noto per i centri di assistenza medica e di aiuto agli anziani che ha istituito, tra cui l’ospedale Jesaeng, e per le strutture educative, tra cui l’Università Daejin, fondata nel 1991, e sei scuole secondarie superiori. Oltre alle attività spirituali, il movimento è impegnato pubblicamente su temi come l’ambiente, la parità tra i sessi, la riunificazione della Corea e il perseguimento della pace mondiale.
Ogni mese, i membri di Daesoon Jinrihoe versano un contributo in denaro che viene inviato alla struttura centrale. Secondo il movimento, più del 70% del denaro raccolto in questo modo viene impiegato nelle tre attività maggiori, cioè aiuti e carità, promozione sociale ed educazione, e in 39 anni, dal 1975 al 2013, a quelle tre voci sono stati destinati più di 660 miliardi di won (circa 560 milioni di dollari statunitensi). Il movimento afferma anche che Daesoon Jinrihoe “è una religione pratica che trasforma energicamente le proprie dottrine in azione, e [che] in Corea, considerate le sue dimensioni, le sue attività sono più influenti e più impattanti di quelle di qualsiasi altra religione”.

## Numero di membri
Daesoon Jinrihoe ha seguito presso numerose classi sociali. Sostiene di avere sei milioni di aderenti, benché una indagine effettuata nel 1995 dal quotidiano The Chosun Ilbo abbia contato 67.632 seguaci (ponendola come sesta religione del Paese dietro al buddismo Wŏn, che conta 84.918 aderenti). Un censimento del 2005 ha poi rilevato che meno di 35.000 coreani credono in una delle religioni derivate da Kang Jeungsan, di cui Daesoon Jinrihoe è una. È però possibile che quell’indagine e quel censimento abbiano sottostimato il numero dei seguaci non avendo previsto una categoria specifica che consentisse alle persone consultate d’indicarsi come appartenenti a Daesoon Jinrihoe e ad altre nuove religioni oppure perché i seguaci di quelle fedi hanno scelto di non palesare alcuna affiliazione religiosa.
A metà degli anni 1990, Daesun Jinrihoe possedeva già 1.500 centri e la sua sede a Yeoju poteva ospitare 10.000 persone. Nel 2017, i centri sono diventati più di 2.000. La crescita di questa religione è stata attribuita alla venerazione degli antenati, all’enfasi posta sulla coltivazione di sé, al messianismo e all’illuminazione, alla concentrazione sul presente e al sistema stabile della sua organizzazione. Secondo Baker, “la dottrina di Daesoon trae forza persuasiva anche dall’attenzione che riserva alle preoccupazioni etiche che per millenni sono state al centro della religiosità coreana”.

## Critiche
Le critiche a Daesoon Jinrihoe provengono per lo più dalla religioni rivali che si richiamano a Kang Jeungsan e dai media coreani ostili alle nuove religioni locali in generale, i quali, com’è stato sostenuto, hanno trovato qualche eco anche nelle opere di autori occidentali quali John Jorgensen. Secondo Jorgensen, negli anni 1990 i membri di questa religione avevano l’abitudine di cercare nuovi seguaci nei gradi negozi di libri o nella metropolitana di Seoul, dove chiedevano ai passanti se fossero interessati al pensiero orientale, per poi invitarli ad approfondimenti ulteriori senza però nominare Daesoon Jinrihoe. A metà degli anni 1990, il ramo principale del movimento, quello che ha sede a Yeoju, ha affrontato la questione bandendo qualsiasi attività missionaria in luoghi pubblici. Malgrado ciò, le citate modalità vengono ancora praticate da alcuni altri rami del movimento.